# Cyanophagen

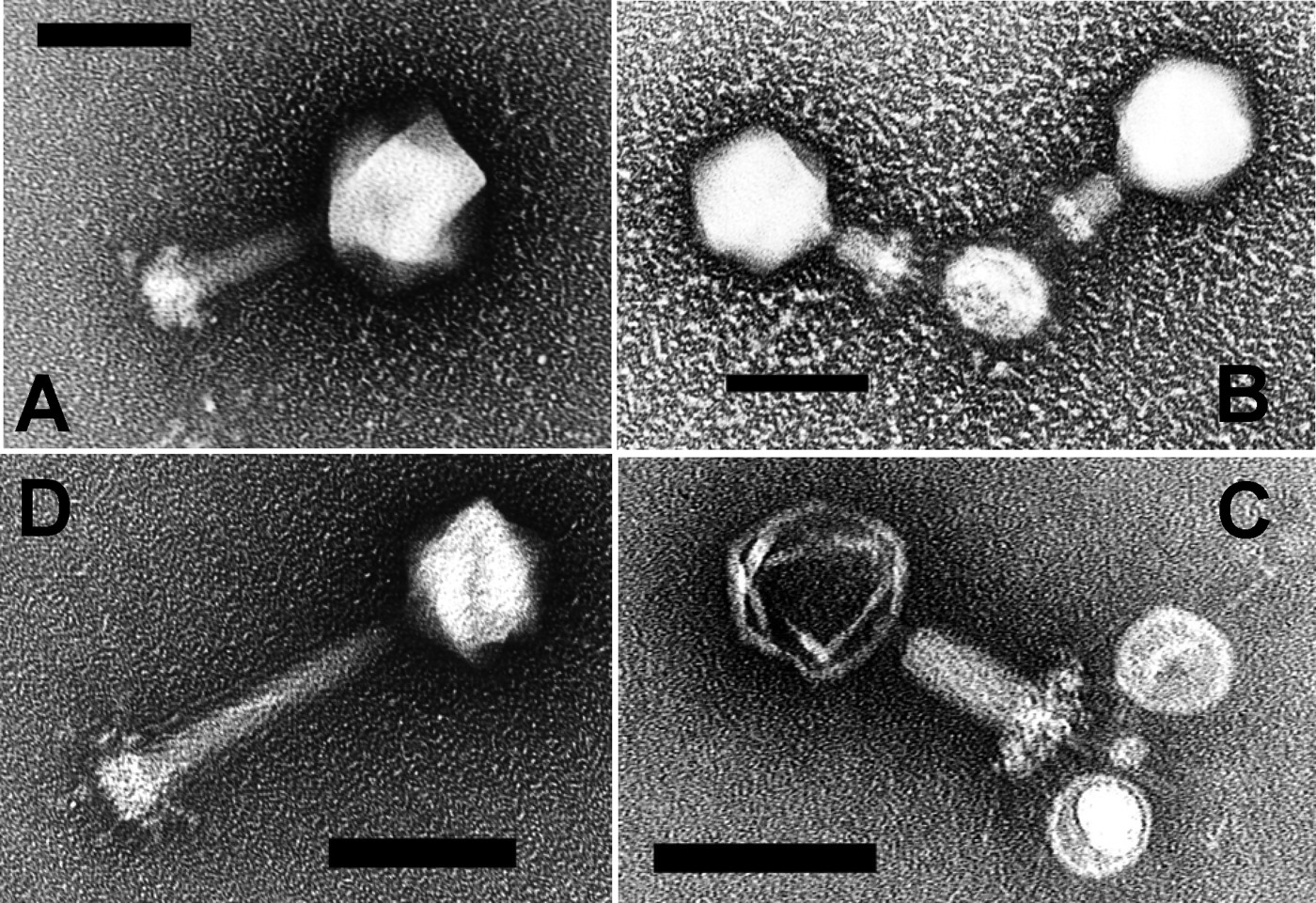
EM-Aufnahmen von Virionen der Prochlorococcus-Cyanophagen P-SSM2 (Myoviren der Gattung Salacisavirus; oben) und P-SSM4 (Myoviren der Gattung Ronodorvirus; unten) – jeweils mit gestrecktem Schwanz (links) und kontrahiertem Schwanz (rechts). Man beachte die T4-ähnliche Morphologie mit Kapsid, Grundplatte und kontraktilem Schwanz, typisch für Myoviren. Balken jeweils 100 nm.

Cyanophagen sind eine nicht-taxonomische Gruppe von Viren, die Cyanobakterien (auch Blaugrünbakterien, veraltet Cyanophyten oder Blaualgen) infizieren. Sie werden daher als Bakteriophagen klassifiziert.
Cyanobakterien sind ein Phylum von Bakterien, die ihre Energie durch den Prozess der Photosynthese gewinnen. Obwohl Cyanobakterien wie eukaryotische Pflanzen einen photoautotrophen Stoffwechsel haben, besitzen sie als echte Bakterien eine prokaryotische Zellstruktur. Cyanophagen kommen sowohl im Süß- als auch im Salzwasser (Meerwasser) vor.
Die meisten bekannten Cyanophagen gehören zur Virusklasse der Caudoviricetes – Viren mit Kopf-Schwanz-Aufbau (Ausnahmen sind die filamentösen Cyanophagen und die ikosaedrischen Cyanophagen). Sie haben einen ikosaedrischen Kopf (Kapsid), der das virale Genom in Form doppelsträngiger DNA (dsDNA) enthält, und an dem der Schwanz über Verbindungsproteine befestigt ist. Die Größe des Kopfes und des Schwanzes variiert zwischen den verschiedenen Arten (Spezies) von Cyanophagen.
Die herkömmliche Klassifizierung teilt die Viren mit Kopf-Schwanz-Aufbau (die heutige Klasse Caudoviricetes) ein nach morphologischen Kriterien (Schwanzlänge, Kontraktibilität) in Myoviren, Podoviren und Siphoviren, dieser Morphotypen wurden früher als Familien klassifiziert. Dieser Taxonomie folgte dann der damalige Vorschlag für die Cyanophagen mit den informellen Gattungen „Cyanomyovirus“, „Cyanopodovirus“ respektive „Cyanostylovirus“ (für die Siphoviren unter den Cyanophagen).
Die heutige Virus-Taxonomie gründet sich aber immer mehr auf Genom-Sequenzierung statt auf morphologische Kriterien, weil diese die Verwandtschaftsbeziehungen besser wiedergeben und andernfalls Ergebnisse der Metagenomik gar nicht eingeordnet werden können. In der Konsequenz hat das International Committee on Taxonomy of Viruses (ICTV) im März 2022 die früheren Familien Myoviridae, Podoviridae und Siphoviridae als Taxa abgeschafft; die Caudoviricetes werden nach den aktuellen genomischen Kriterien neu in Ordnungen und Familien aufgeteilt. Die Bezeichnungen Myoviren, Podoviren und Siphoviren haben daher nur noch zur Bezeichnung der betreffenden Morphotypen Bestand. Die drei obigen informellen Gattungen stellen damit auch eine nicht-taxonomische Klassifizierung nach Morphologie und Wirten dar.
Viele Cyanomyoviren werden beispielsweise in der 2022 neu eingerichteten Familie Kyanoviridae erfasst,
viele Cyanopodoviren in den Familien Autographiviridae (dirt insbesondere in der Unterfamilie Studiervirinae) und Saffermanviridae,
für Cyanostyloviren wurde eine Familie „Cyanostyloviridae“ (bzw. kurz „Styloviridae“) vorgeschlagen.

## Forschungsgeschichte
Cyanophagen wurden erstmals von Safferman und Morris im Jahr 1963 beschrieben.
Der von Safferman und Morris damals isolierte Cyanophage stammte aus einem Abwasserteich (en. waste stabilization pond) der Indiana University (USA) und war in der Lage, drei Gattungen von Cyanobakterien zu infizieren: Lyngbya, Plectonema und Phormidium. Der Phage wurde daher nach deren Anfangsbuchstaben mit dem Akronym LPP-1 bezeichnet. In der Folge wurden weitere Serotypen von Cyanophagen mit diesem Wirtsspektrum gefunden, LPP-2, LPP-3, LPP-4 und LPP-5. LPP-1 infiziert dabei speziell die Spezies Plectonema boryanum.
Die Morphologie der Phagen der LPP-Gruppe zeigte zumindest der äußeren Form der Viruspartikel weitgehende Übereinstimmung mit den bekannten Phagen T3 und T7 vom Morphotyp der Podoviren (frühere Familie Podoviridae), weshalb diese Cyanophagen in der informellen Gattung „Cyanopodovirus“ angesiedelt wurden. Nach Einrichtung der neuen Familie Autographiviridae werden diese beiden Vertreter der T-Phagen mit ungerader Nummer (als nicht-taxonomische Gruppe auch T-odd/T-uneven phages genannt) zu deren Unterfamilie Studiervirinae (Gattungen Teetrevirus respektive Teseptimavirus) gestellt. Viele „Cyanopodovirus“-Spezies sind inzwischen vom ICTV der Familie Autographiviridae, Unterfamilie Studiervirinae (und dort meist der Gattung Teseptimavirus) zugeteilt worden. Aufgrund ihrer Ähnlichkeit mit T3 und T7 sind die LPP-Mitglieder daher ebenfalls in dieser Unterfamilie zu vermuten. Weitere T7 und dem in den USA gefundenen LPP-1 morphologisch ähnliche Viren sind Cyanophage GIII (gefunden in Israel, offenbar identisch mit LPP-1 und nicht zu verwechseln mit Norovirus GIII oder Sapovirus GIII, Unterarten der Spezies Norwalk-Virus in der Gattung Norovirus respektive Spezies Sapporo-Virus in der Gattung Sapovirus, beide Familie Caliciviridae) und Cyanophage D-1 (gefunden in Schottland).
Mit und nach den Funden der Cyanopodoviren (bzw. aus der LPP-Gruppe) wurden weitere Cyanophagen mit abweichender Morphologie gefunden. „Cyanophage AS-1“ und „Cyanobacteria phage N1“ (alias „Anabaena phage N-1“) sind aufgrund des Aufbaus ihrer Virionen Mitglieder der Caudoviricetes vom Morphotyp der Myoviren, also der informellen Gattung „Cyanomyovirus“.
Die N-1-Cyanophagen ähneln beispielsweise den Phagen T2 und T4 (beide Spezies Escherichia-Virus T4, Unterfamilie Tevenvirinae der Myoviren-Familie Straboviridae).
Weitere Cyanophagen wie „Cyanophage S-1“ und „Cyanophage S-2L“ (alias „Cyanobacteria phage S-2L“ – Wirte aus den Gattungen Synechococcus und Synechocystis, siehe auch 2,6-Diaminopurin) (Zusammenfassungen auf sciencealert und ScienceNews). werden dem Morphotyp der Siphoviren und damit der informellen Gattung „Cyanostylovirus“ zugeordnet.
Auch hier gibt es einen Vorschlag zur Abtrennung und Verschiebung in eine eigene Familie „Cyanostyloviridae“ oder „Styloviridae“.
Während die Cyanophagen mit Kopf-Schwanz-Aufbauu (Klasse Caudoviricetes) relativ gut erforscht sind, gilt das nicht für schwanzlose Cyanophagen, zum Beispiel filamentöse. Als mögliche Ordnung käme etwa Tubulavirales in Frage. Über die ersten filamentösen Cyanophagen berichteten Deng und Hayes 2008 mit „Filamentous phage A-CF1“, „Filamentous phage M-CF1“, „Filamentous phage (P-CF1)“. mit Wirten unter den Gattungen Anabaena, Microcystis und Planktothrix (Fundort Cotswold Water Park, UK; siehe Liste der Schutzgebiete in South West England).
Es folgten E-Bin Gao und Kollegen 2009 mit dem schwanzlosen Cyanophagen „Planktothrix-Phage PaV-LD“ (PaV-LD: „Planktothrix agardhii Virus isolated from Lake Donghu“) mit ikosaedrischer, schwanzloser Struktur und Wirt Planktothrix, nach NCBI aber dennoch als zu den Siphoviren gehörig klassifiziert.
Cyanophagen infizieren eine Vielzahl von Cyanobakterien und sind wichtige Regulatoren der Cyanobakterienpopulationen in aquatischen Umgebungen. Sie können bei der Prävention und Bekämpfung von Cyanobakterienblüten („Blaualgenblüten“) in Süßwasser- und Meeresökosystemen helfen.
Diese Blüten können eine Gefahr für Mensch und Tier darstellen, insbesondere in eutrophierten Süßwasserseen. Infektionen mit diesen Viren ist in Cyanobakterienspezies der Gattung Synechococcus in marinen Umgebungen weit verbreitet. Man hat festgestellt, dass bis zu 5 % der Zellen mariner Cyanobakterien reife Cyanophagenpartikel enthalten.

## Nomenklatur
Die Virionen (Viruspartikel) der meisten bekannten Cyanophagen haben einen Kopf-Schwanz-Aufbau, wass sie als Mitglieder der Klasse Caudoviricetes (früher: Ordnung Caudovirales) ausweist.
Unter diesen wurden ursprünglich die folgenden drei Familien mit Cyanophagen-Mitgliedern vom International Committee on Taxonomy of Viruses (ICTV) anerkannt: Myoviridae, Podoviridae und Siphoviridae.
Diese Virusfamilien wurden von ICTV im Frühjahr 2022 abgeschafft, nachdem Genomanalysen ergeben hatten, dass diese nicht monophyletisch sein konnten. Die Klassifizierung dieser Viren nach ihrem Morphotyp in Myoviren, Podoviren und Siphoviren ist daher informell, d. h. nicht-taxonomisch.
Ursprünglich wurden Cyanophagen nach ihren Wirten benannt. Wegen der Fähigkeit von Cyanophagen, mehrere Wirte zu infizieren, kann das Fehlen eines universellen Benennungssystems zu Schwierigkeiten bei ihrer taxonomischen Klassifizierung führen. Viele andere Klassifizierungssysteme verwendeten serologische, morphologische oder physiologische Eigenschaften. Zur Lösung wurde das folgende Verfahren zur Benennung von Stämmen vorgeschlagen: Cyanophage Xx-YYZaa, wobei Xx die ersten beiden Buchstaben des Gattungs- und Artnamens des Wirts sind, YY die Herkunft des Exemplars kodiert, Z ist der Anfangsbuchstabe der (herkömmlichen) Virusfamilie – der Morphologie-Grundtyp also: M, P oder S, und aa ist die Referenznummer des Virus. Diese Bezeichnungen haben solange Vorschlagscharakter, bis eine endgültige Bestätigung und taxonomische Einordnung durch das ICTV erfolgt.

## Morphologie

Typische Morphologie der Myoviren (Morphotyp A), Podoviren (Typ C) und Siphoviren (Typ B);
von links nach rechts.

Die Cyanophagen der Klasse Caudoviricetes haben einen Schwanz und ein Proteinkapsid (Kopf), das das genetische Material umgibt. Diese doppelsträngige DNA ist ca. 45 kbp (Kilobasenpaare) lang und kodiert bei einigen Cyanophagen für Photosynthesegene, eine Integrase, oder Gene, die mit dem Phosphatstoffwechsel zu tun haben (en. phosphate-inducible). Über den Schwanz nehmen die Viruspartikel (Virionen) Kontakt mit der Wirtszelle auf und durch ihn wird bei der Infektion die Virus-DNA in die Wirtszelle injiziert. Basierend auf morphologischen Merkmalen werden Cyanophagen in Myoviren, Podoviren und Siphoviren (ursprünglich Virusfamilien) klassifiziert. Obwohl vom Internationalen Komitee für Taxonomie der Viren (ICTV) nicht formell anerkannt, wurden Cyanophagen dementsprechend provisorisch in die informellen Gattungen „Cyanomyovirus“, „Cyanopodovirus“ bzw. „Cyanostylovirus“ klassifiziert, je nachdem, welchem der drei morphologischen Grundtypen sie angehören.

### „Cyanomyovirus“
Als Typusart der informellen Gattung „Cyanomyovirus“ (Cyanophagen vom Morphotyp der Myoviren, kein ICTV-Taxon) wurde der Cyanophage AS-1 (Spezies „Cyanobacteria phage AS-1“) – aus einem Abwasserteich (en. waste stabilization pond) isoliert – vorgeschlagen. Sein Kopf ist ikosaedrisch (im Allgemeinen ideal-isometrisch, nicht gestreckt) mit einem Durchmesser von 55 bis 90 nm, der Schwanz kann kontraktil oder nicht kontraktil sein mit einer Länge von 20 bis 244 nm und Breite von 15 bis 23 nm (üblicherweise also etwa 110 × 10 nm); sowie ggf. einem Schrumpfungsbereich von 93 nm. Es gibt jedoch eine große morphologische Variation in dieser Gruppe, was vermutlich auch damit zusammenhängt, dass die verschiedenen Vertreter ein großes Wirtsspektrum abdecken. An der Verbindungsstelle zwischen dem langen Schwanz und dem Kopf befindet sich eine Grundplatte, an der kurze Stifte befestigt sind, und im Kopfteil einen inneren Kern, ähnlich wie bei anderen Myoviren.
Einige Cyanomyoviren sind:
- Familie Kyanovridae:

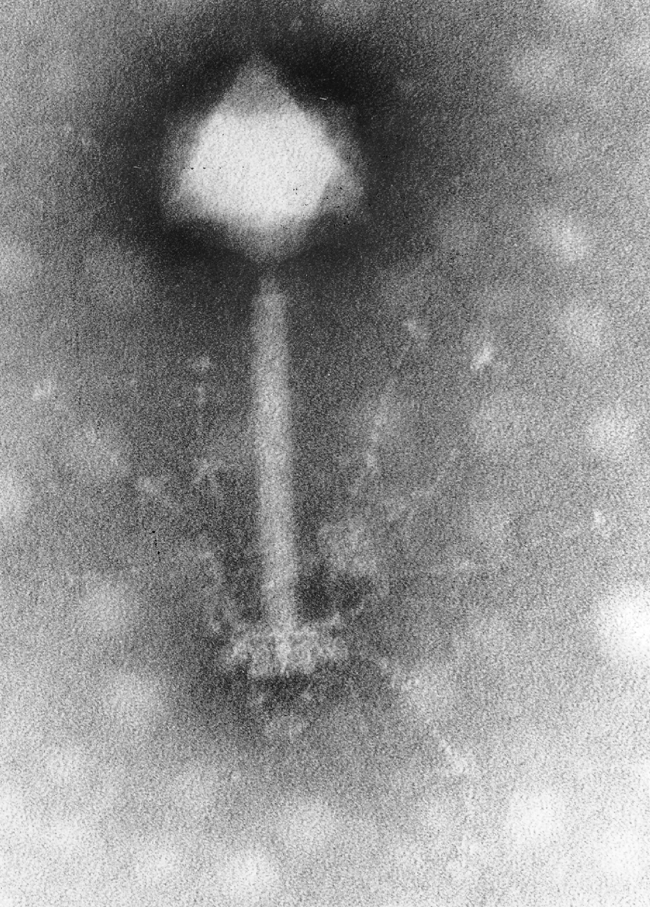
TEM-Aufnahme eines Virions von Synechococcus-Phage SPM2, Spezies Nodensvirus spm2

  - Gattung Nodensvirus, Spezies Nodensvirus spm2 (Synechococcus-Virus SPM2, ehem. Typus), mit Synechococcus-Phage S-PM2 alias Bacteriophage S-PM, Referenz[49][50]
  - Gattung Ormenosvirus, Spezies Synechococcus-Virus Syn9 (wiss. Ormenosvirus syn9), mit Bacteriophage Syn9, Cyanophage Syn9[51][52]
  - Gattung Thetisvirus, Spezies Synechococcus-Virus SSM1 (wiss. Thetisvirus ssm1),[53][54] mit Synechococcus-Phage S-SM1 alias Cyanophage S-SM1
  - Gattung Salacisavirus, Spezies Prochlorococcus-Virus PSSM2 (wiss. Salacisavirus pssm2), mit Prochlorococcus-Phage P-SSM2 und Prochlorococcus-Phage P-SSM5[55]
  - Gattung Ronodorvirus, Spezies Prochlorococcus-Virus P-SSM4 (wiss. Ronodorvirus ssm4), mit Cyanophage P-SSM4, Cyanophage P-SS1, Cyanophage P-RSM3[56][50]
  - Gattung Greenvirus, Spezies Synechococcus-Virus SSM4 (wiss. Greenvirus ssm4),[57] mit Synechococcus-Phage S-SSM4

- ohne Familienzuweisung:
  - Gattung Eurybiavirus, Spezies Eurybiavirus MED4213, Eurybiavirus PHM1 und Eurybiavirus PHM2, mit den Prochlorococcus-Phagen MED4-213, P-HM1 respektive P-HM2
  - Gattung Fukuivirus, Spezies Fukuivirus LMM01 und Fukuivirus MVDC, mit den Microcystis-Phagen LMM01 respektive MaMV-DC; sowie (unbestätigt) „MaMV-DH01“ alias „MaMV-DL“
  - Gattung Aokuangvirus, Spezies Aokuangvirus SCBWM1 (Synechococcus-Virus SCBWM1, monotypisch), mit Synechococcus-Phage S-CBWM1
  - Gattung Aurunvirus, Spezies Aurunvirus STIM5 (Synechococcus-Virus STIM5), mit Cyanophage S-TIM5 – Wirt: Parasynechococcus marenigrum WH 8102, Golf von Akaba
  - Vorschläge ohne Gattungszuweisung
    - Spezies „Synechococcus-Phage S-RSM2“ (mit Bacteriophage S-RSM2)[58][50]
    - Spezies „Synechococcus-Phage S-BM4“ (mit Cyanophage S-BM4 alias Bacteriophage S-BM4)[59][50]
    - Spezies „Synechococcus-Phage S-WHM1“ (mit Cyanophage S-WHM1)[60][50]
    - Spezies „Synechococcus-Phage S-RSM88“ (mit Cyanophage S-RSM88 alias Bacteriophage S-RSM88)[61][50]
    - Spezies „Cyanobacteria-Phage AS-1“[22]
    - Spezies „(Trichodesmium-)Phage NCTB“[62] – Wirt: Trichodesmium[63]

### „Cyanopodovirus“
Die informelle Gattung „Cyanopodovirus“ (Cyanophagen vom Morphotyp der Podoviren, kein ICTV-Taxon), kommen sowohl im Süß- als auch im Meerwasser vor. Als Typusspezies war „Cyanophage LPP-1“ vorgeschlagen worden, der (ebenso wie LPP-2) Cyanobakterien der Gattungen Lyngbya, Plectonema und Phormidium infiziert.
Auch hier ist der Kopf (Kapsid) ein isometrisches Ikosaeder (was in der zweidimensionalen Projektion hexagonal, d. h. sechseckig erscheint) mit einem Durchmesser von 58 nm. Der Schwanz ist hohl mit sechsfach-radialer Symmetrie und besteht aus Ringen von sechs Untereinheiten, ist aber im Vergleich zu den Cyanomyoviren kurz (20 × 15 nm).
Einige Cyanopodoviren sind:
- Familie Autographiviridae
  - Gattung Voetvirus, Spezies Synechococcus-Virus Syn5 (wiss. Voetvirus syn5),[67] mit Synechococcus-Phage syn5 alias Cyanophage Syn5
  - Gattung Sednavirus, Spezies Synechococcus-Virus SRIP2 (wiss. Sednavirus SRIP2, veraltet Cyanopodovirus S-RIP2), mit Cyanophage S-RIP2 alias Synechococcus-Phage S-RIP2 und Cyanophage KBS-P-1A[68][69]
  - Gattung Tiilvirus, Spezies Synechococcus-Virus P60 (wiss. Tiilvirus P60), mit Synechococcus-Phage P60[70]
  - Gattung Timatvirus, Spezies Prochlorococcus-Virus PSSP7 (wiss. Tiamatvirus PSSP7, veraltet Cyanopodovirus P-SSP7), mit Prochlorococcus-Phage P-SSP7[71][68]
  - Gattung Aegirvirus, Spezies Synechococcus-Virus SCBP42 (wiss. Aegirvirus SCBP42), mit Synechococcus-Phage S-CBP42
  - Gattung Igirivirus , Spezies Synechococcus-Virus STIP37 (wiss. Igirivirus STIP37, mit Synechococcus T7-like phage S-TIP37)
  - Gattung Kajamvirus, Spezies Synechococcus-Virus SRIP1 (wiss. Kajamvirus SRIP1), mit Synechococcus-Phage S-RIP1
  - Gattung Kembevirus, Spezies Synechococcus-Virus SCBP2 (wiss. Kembevirus SCBP2), mit Synechococcus-Phage S-CBP2
  - Gattung Lirvirus , Spezies Synechococcus-Virus SCBP3 (wiss. Lirvirus SCBP3), mit Synechococcus-Phage S-CBP3
  - Gattung Poseidonvirus, Spezies Synechococcus-Virus SCBP4 (wiss. Poseidonvirus SCBP4), mit Synechococcus-Phage S-CBP4
  - Gattung Qadamvirus, Spezies Synechococcus-Virus SB28 (wiss. Qadamvirus SB28), mit Synechococcus-Phage S-B28
  - Gattung Banchanvirus, Spezies Prochlorococcus-Virus SS120-1 (wiss. Banchanvirus SS1201), mit Cyanophage SS120-1 – Wirt: Prochlorococcus marinus SS120
  - Gattung Cheungvirus, Spezies Prochlorococcus-Virus NATL1A7 (wiss. Cheungvirus NATL1A7), mit Cyanophage NATL1A-7 – Wirt: Prochlorococcus sp. NATL1A
  - Gattung Lingvirus, Spezies Prochlorococcus-Virus PGSP1 (wiss. Lingvirus PGSP1), mit Prochlorococcus-Phage P-GSP1
  - Gattung Tangaroavirus
    - Spezies Prochlorococcus-Virus NATL2A133 (wiss. Tangaroavirus NATL2A133), mit Cyanophage NATL2A-133 – Wirt: Prochlorococcus sp. NATL2A
    - Spezies Prochlorococcus-Virus PSSP10 (wiss. Tangaroavirus PSSP10), mit Prochlorococcus-Phage P-SSP10
    - Spezies Prochlorococcus-Virus 951510a (wiss. Tangaroavirus tv951510a, mit Prochlorococcus-Phage P-SSP6 und Cyanophage 9515-10a)

  - Gattung Ashivirus, Spezies „Synechococcus-Phage S-SBP1“ (alias „Cyanopodovirus S-SBP1“, Wirt Synechococcus-Stamm WH7803)[68][72]
  - Gattung Teseptimavirus in der Unterfamilie Studiervirinae
    - Spezies „Synechococcus-Virus 11bc6“[73][74]
    - Spezies „Synechococcus-Virus 11ec6“, dito
    - Spezies „Synechococcus-Virus 2fc6“, dito
    - Spezies „Synechococcus-Virus 4dc“, dito
    - Spezies „Synechococcus-Virus 5gcp“, dito
    - Spezies „Synechococcus-Virus 6bc6“, dito
    - Spezies „Synechococcus-Virus 7dc6“, dito
    - Spezies „Synechococcus-Virus 9ec6“, dito
    - Spezies „Synechococcus-Virus 9ecp“, dito
    - Spezies „Synechococcus-Virus c7e4“, dito
    - Spezies „Prochlorococcus-Virus 4f“[73][75]
    - Spezies „Prochlorococcus-Virus 5e“, dito
    - Spezies „Prochlorococcus-Virus 5f“, dito
    - Spezies „Prochlorococcus-Virus 6b“, dito
    - Spezies „Prochlorococcus-Virus 6ed6p“, dito
    - Spezies „Prochlorococcus-Virus 7 g“, dito
    - Spezies „Prochlorococcus-Virus d67f2“, dito

  - Vorschläge ohne Gattungszuweisung
    - Spezies „Synechococcus-Podovirus MPP-A“[76]
    - Spezies „Synechococcus-Podovirus MPP-B“[76]
    - Spezies „Synechococcus-Podovirus BAC9D04“, mit „Podophage BAC9D04“[77][78][50]
    - Spezies „Microcystis-Phage Ma-LBP“, mit „Cyanophage Ma-LBP“[79] vom Lake Baroon, South East Queensland, Australien

- Familie Saffermanviridae
  - Gattung Arthrovirus, Spezies Arthrovirus TR020 (Arthronema-Virus TR020), mit Arthronema africanum virus TR020
  - Gattung Kozyakovvirus, Spezies Kozyakovvirus A4L, mit Anabaena-Phage A-4L
  - Gattung Morrisvirus
    - Spezies Morrisvirus JingP1, mit Plectonema-Phage JingP1
    - Spezies Morrisvirus LPP1, mit Leptolyngbya-Phage LPP-1 alias Cyanophage LPP-1[65][66]
    - Spezies Morrisvirus Pboyong3, mit Plectonema-Phage Pbo-yong3

  - Gattung Wumpquatrovirus
    - Spezies Wumpquatrovirus Lbo240yong1, mit Leptolyngbya-Phage Lbo240-yong1
    - Spezies Wumpquatrovirus WMP4, mit Phormidium-Phage Pf-WMP4

  - Gattung Wumptrevirus
    - Spezies Wumptrevirus LPP2, mit Leptolyngbya-Phage LPP-2 alias Cyanophage LPP-2 (Isolat SPI)[66] (s. o.)
    - Spezies Wumptrevirus PP, mit Cyanophage PP – Wirte: Phormidium foveolarum, Plectonema boryanum
    - Spezies Wumptrevirus WMP3, mit Phormidium-Phage Pf-WMP3

- Vorschläge ohne Familien- und Gattungszuweisung:
  - Spezies „Microcystis-Phage Ma-LEP“, mit „Cyanophage Ma-LEP“[80] vom Lake Erie, USA/Kanada.[81]

### „Cyanostylovirus“
Als Typusspezies der informellen Gattung „Cyanostylovirus“ (Cyanophagen vom Morphotyp der Siphoviren, kein ICTV-Taxon) war der „Cyanophage S-1“ vorgeschlagen worden, der die Gattung Synechococcus infiziert. Der Kopf ist mit einem Durchmesser von 50 nm kleiner als bei den anderen beiden Gruppen, der Schwanz ist jedoch mit 140 nm länger. Einige Vertreter dieser Gruppe haben Schwänze, die zwischen 200 und 300 nm lang sind.
Für die Cyanostyloviren wurde eine Familie „Cyanostyloviridae“ (bzw. kurz „Styloviridae“) vorgeschlagen, aber Mitglieder von dieser finden sich beispielsweise auch in der neueren ICTV-bestätigten Familie Casjensviridae.
Einige Cyanostyloviren sind:
- Familie Casjensviridae
  - Gattung Sessunavirus, Spezies Synechococcus-Virus S-ESS1 (wiss. Sessunavirus SESS1, veraltet Cyanosiphovirus S-ESS1, sic!), mit Synechococcus-Phage S-ESS1

- Vorschläge ohne Familien- und Gattungszuweisung
  - Spezies „Marine cyanobacterial siphovirus PSS2“, mit „Cyanophage PSS2“ – Wirt: Prochlorococcus marinus Stamm MIT 9313[82]
  - Spezies „Cyanophage KBS-S-2A“ – Wirt: Synechococcus sp. WH7803[83]
  - Spezies „Cyanophage MED4-117“ – Wirt: Prochlorococcus marinus MED4 alias Prochlorococcus marinus subsp. pastoris Stamm CCMP1986[84][85]
  - Spezies „Cyanophage S-2L“ (alias „Cyanobacteria phage S-2L“) – Wirt: Synechococcus[26]
  - Spezies „Cyanophage S-1“ – Wirt: Synechococcus (s. o.)[3]

### Caudoviricetes-Cyanophagen mit unbekannter Morphologie
Es gibt eine Reihe von vorgeschlagenen Cyanophagen mit Kopf-Schwanz-Aufbau, aber ohne nähere morphologische Klassifizierung (etwa aus der Metagenomik). Dazu gehören beispielsweise mit Wirt Synechococcus gemäß der NCBI-Taxonomie:
- Spezies „Cyanophage S-BM4“
- Spezies „Cyanophage S-BMM1“
- Spezies „Cyanophage S-BMM2“
- Spezies „Cyanophage S-BMM4“
- Spezies „Cyanophage S-BMM5“
- Spezies „Cyanophage S-BMM6“
- Spezies „Cyanophage S-BMM7“
- Spezies „Cyanophage S-BMM8“
- Spezies „Cyanophage S-BMM9“
- Spezies …
- Spezies „Cyanophage S-BnM1“
- Spezies „Cyanophage S-CBP1“
- Spezies „Cyanophage S-CBP2“
- Spezies „Cyanophage S-CBP3“
- Spezies …
- Spezies …

## Wirte

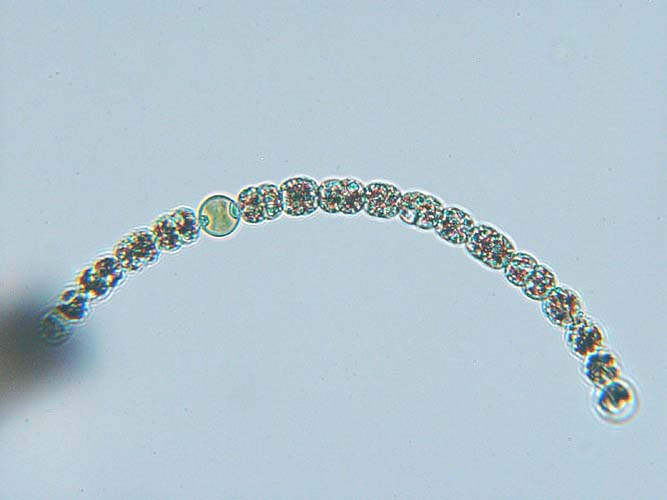
Filamente von Anabaena circinalis

Das Wirtsspektrum der Cyanophagen ist sehr komplex. Es wird angenommen, dass sie eine wichtige Rolle bei der Kontrolle von Cyanobakterien-Populationen spielen. Es wurde berichtet, dass Süßwasser-Cyanophagen Wirte verschiedener Gattungen infizieren. Dies könnte aber auch Probleme bei der taxonomischen Einordnung ihrer Wirte widerspiegeln, da die Viren der Klasse Caudoviricetes gewöhnlich sehr wirtsspezifisch sind. Nichtsdestotrotz wurden sie basierend auf der Taxonomie ihrer Wirtsorganismen in folgende drei Hauptgruppen klassifiziert:

### LPP-Gruppe
Die LPP-Gruppe ist die erste, die zu den Cyanopodoviren gehört. Zu dieser Gruppe von Viren gehört das erste Cyanophagen-Isolat überhaupt, das Cyanobakterien, damals „Blaualgen“ (en. blue-green algae) genannt, infiziert. Die Cyanophagen dieser Gruppe sind leicht aus der Umwelt zu isolieren. Als Podoviren tragen sie kurze, nicht kontraktile Schwänze und verursachen die Lyse mehrerer Spezies innerhalb dreier Gattungen von Cyanobakterien (Lyngbya, Plectonema und Phormidium). Aus den Anfangsbuchstaben dieser drei Gattungen wurde der Name LPP abgeleitet. Die verschiedenen Mitglieder dieser Gruppe von Cyanophagen haben das gleiche Wirtsspektrum, zeigen jedoch serologische Unterschiede.

### AS/SM-Gruppe
Die AS/SM-Gruppe stellt die dritte Gruppe von Cyanophagen dar, die nach dem Wirtsspektrum klassifiziert wurden. Diese damals neue Gruppe von Cyanophagen („Blaualgenviren“) infiziert einzellige Formen von Cyanobakterien. „Cyanophage AS-1“ (alias „Myovirus AS-1“) infiziert Anacystis nidulans, Synechococcus cedrorum, Synechococcus elongatus und die Netzblaualge Microcystis aeruginosa „Cyanophage S-SM1“ (alias „Podovirus SM-1“) infiziert ebenfalls die einzelligen Cyanobakterien Synechococcus elongatus und Microcystis aeruginosa. Ein weiterer Vertreter dieser Gruppe, „Cyanophage S-SM2“ (alias „Podovirus SM-2“), infiziert und lysiert neben Synechococcus elongatus ebenfalls Microcystis aeruginosa.

### A/AN/N/NP-Gruppe
Dieses ist die zweite Gruppe von Cyanophagen dar, die nach ihrem Wirtsspektrum klassifiziert wurden. Die Mitglieder dieser Gruppe spielen eine wichtige Rolle bei der Infektion und Lyse von Spezies der Gattungen Nostoc, Anabaena und Plectonema. Die Untergruppe A verursacht Lyse und infiziert Anabaena-Spezies. Der Wirtsbereich der AN-Untergruppe umfasst sowohl Anabaena- als auch Nostoc-Arten, während die N-Untergruppe nur Nostoc-Arten infiziert. Zu dieser letzten Untergruppe gehört „Cyanobacteria phage N1“ (alias „Cyanophage N-1“). N-1 ist eng mit dem „Cyanophagen A-1“ verwandt, und NCBI fasst beide in einer gemeinsamen Spezies „Anabaena phage N-1“ zusammen. „Cyanophage N-1“ ist insofern bemerkenswert, als er für ein funktionelles CRISPR-Array kodiert, das dem Wirt möglicherweise Immunität gegen die Infektion durch konkurrierende Cyanophagen verleiht. Schließlich werden Cyanobakterien-Isolate von Nostoc- und Plectonema-Arten von der NP-Untergruppe infiziert. Die Vertreter dieser Gruppe haben alle einen breiten Wirtsbereich. Auffällig sind auch die vielen Mutationen bei diesen Viren.

## Replikation
Die Replikation von Cyanophagen hat zwei dominante Pfade: den lytischen Zyklus und den lysogenen Zyklus. Die Replikation der viralen Nukleinsäure (Virus-DNA) und die unmittelbare Synthese des viruskodierten Proteins ist Teil des lytischen Zyklus. Im Gegensatz den lytischen Phagen, die nur in diesen lytischen Zyklus eintreten können, können temperierte („gemäßigte“) Phagen entweder in den lytischen Zyklus eintreten oder sich stabil in das Wirtsgenom integrieren und damit in den lysogenen Zyklus eintreten. Um den metabolischen Bedarf der Replikation zu decken, setzen Viren eine Vielzahl von Strategien ein, um ihrem Wirt Nährstoffe zu entziehen. Eine dieser Techniken besteht bei Cyanophagen darin, ihre Wirtszelle auszuhungern. Dies geschieht durch Hemmung der CO2-Fixierung der Wirtszelle, was es den Phagen ermöglicht, photosynthetisch gebildetes ATP aus der Wirtszelle zu rekrutieren, um seine Nukleotid- und Stoffwechselanforderungen zu erfüllen. Viele Cyanophagen enthalten Hilfsgene, die als auxiliary metabolic genes (AMGs) bezeichnet werden und die für kritische, Schritte des Wirtsorganismus (Flaschenhälse) kodieren.
AMGs kodieren Gene für den Pentosephosphatweg, die Phosphatakquisition, den Schwefelstoffwechsel und die DNA/RNA-Verarbeitung; all diese Gene greifen in den Stoffwechsel der Wirtszelle ein. Metagenomanalysen stützen die Annahme, dass diese Gene die virale Replikation durch den Abbau von Wirts-DNA und -RNA sowie einer Verlagerung des Wirtszellstoffwechsels auf die Nukleotidbiosynthese fördern. Cyanophagen nutzen diese Gene auch, um die Photosynthese des Wirts während der Infektion aufrechtzuerhalten, indem sie die Energie von der Kohlenstofffixierung auf den Anabolismus verlagern, was das Virus ausnutzt. AMGs kodieren auch für Proteine, die bei der Reparatur des Wirts-Photosystems helfen, das anfällig für Photodegradation ist. Ein solches Beispiel sind virale D1-Proteine, die das D1-Protein der Wirtszelle ersetzen, wenn es beschädigt wird. Da das Virus die Photosynthese hochreguliert, kommt es zu einer erhöhten Rate des D1-Proteinabbaus und die Wirtszelle allein kann diese Proteine nicht mehr in ausreichendem Maß ersetzen. Daher hilft der Cyanophage aus, so dass die Wirtszelle weiterhin Energie für den Cyanophagen-Replikationszyklus bereitstellen kann.
Naturgegeben hängt die Replikation von Cyanophagen stark vom Tageszyklus ab. Der erste Schritt im Infektionszyklus besteht darin, dass der Cyanophage Kontakt zu den Cyanobakterien aufnimmt und an sie bindet; schon dieser Adsorptionsprozess ist stark von der Lichtintensität abhängig. Feldstudien zeigen auch, dass die Infektion und Replikation von Cyanophagen direkt oder indirekt mit dem Hell-Dunkel-Zyklus der Wirtszellen synchronisiert ist.

### Infektionsmechanismus
Cyanophagen nutzen wie andere Bakteriophagen die Brownsche Bewegung, um mit Bakterien zu kollidieren, und verwenden dann Rezeptorbindungsproteine, um bestimmte Proteine an der Zelloberfläche der Wirtszelle (Virusrezeptoren) zu erkennen, was zur Adhärenz (Anheftung) des Virusteilchens an die Wirtszelle führt.
Die Viruspartikel der Caudoviricetes mit ihrem Kopf-Schwanz-Aufbau, darunter die mit kontraktilen Schwänzen, besitzen solche Rezeptorbindungsproteine an ihren Schwänzen, mit denen sie hochkonservierte Proteine auf der Oberfläche der Wirtszelle zu erkennen. Cyanophagen haben auch mehrere Oberflächenproteine mit immunglobulin-ähnlichen Domänen (en. Ig-like domains, vgl. Muskelspezifische Rezeptortyrosinkinase#Proteinstruktur, Myelin-Oligodendrozyten-Glykoprotein#Physiologie), die für die Adhärenz benutzt werden. Einige Cyanophagen (wie etwa die Spezies Synechococcus-Virus Syn5 alias Synechococcus-Phage syn5, Cyanophage Syn5) produzieren auch eine hornartige Struktur, die vom Scheitelpunkt Kapsids gegenüber dem Schwanz („oben“) absteht. Es wird angenommen, dass die hornartige Struktur bei der Anhaftung an Zellen in der natürlichen Umgebung hilft, dies wurde jedoch nicht bestätigt.

### Lytischer Zyklus
Cyanophagen können sowohl den lytischen als auch den lysogenen Zyklus durchlaufen, abhängig von den Viren und ihrer Umgebung. In einer Studie über Cyanomyoviren, die marine Synechococcus-Arten infizieren, wurde gezeigt, dass die lytische Phase etwa 17 Stunden dauert, wobei die durchschnittliche Anzahl der Virionen, die pro lysierter Zelle produziert werden (burst size ‚Burst-Größe‘), zwischen 328 bei starkem Licht und 151 bei schwachem Licht liegt. Offenbar gibt es eine Korrelation zwischen Lichtintensität und Burst-Größe. Weitere Studien zeigen, dass die Replikation von Cyanophagen durch Energie aus dem photosynthetischen Stoffwechsel der Wirtszelle angetrieben wird. Die Lyse (Biologie) der Wirtszelle erfolgt tendenziell nach Abschluss der Replikation der Wirts-DNA und unmittelbar vor dessen Zellteilung, da dann mehr Ressourcen für die Replikation der Viruspartikel zur Verfügung stehen.

## Ökologische Bedeutung

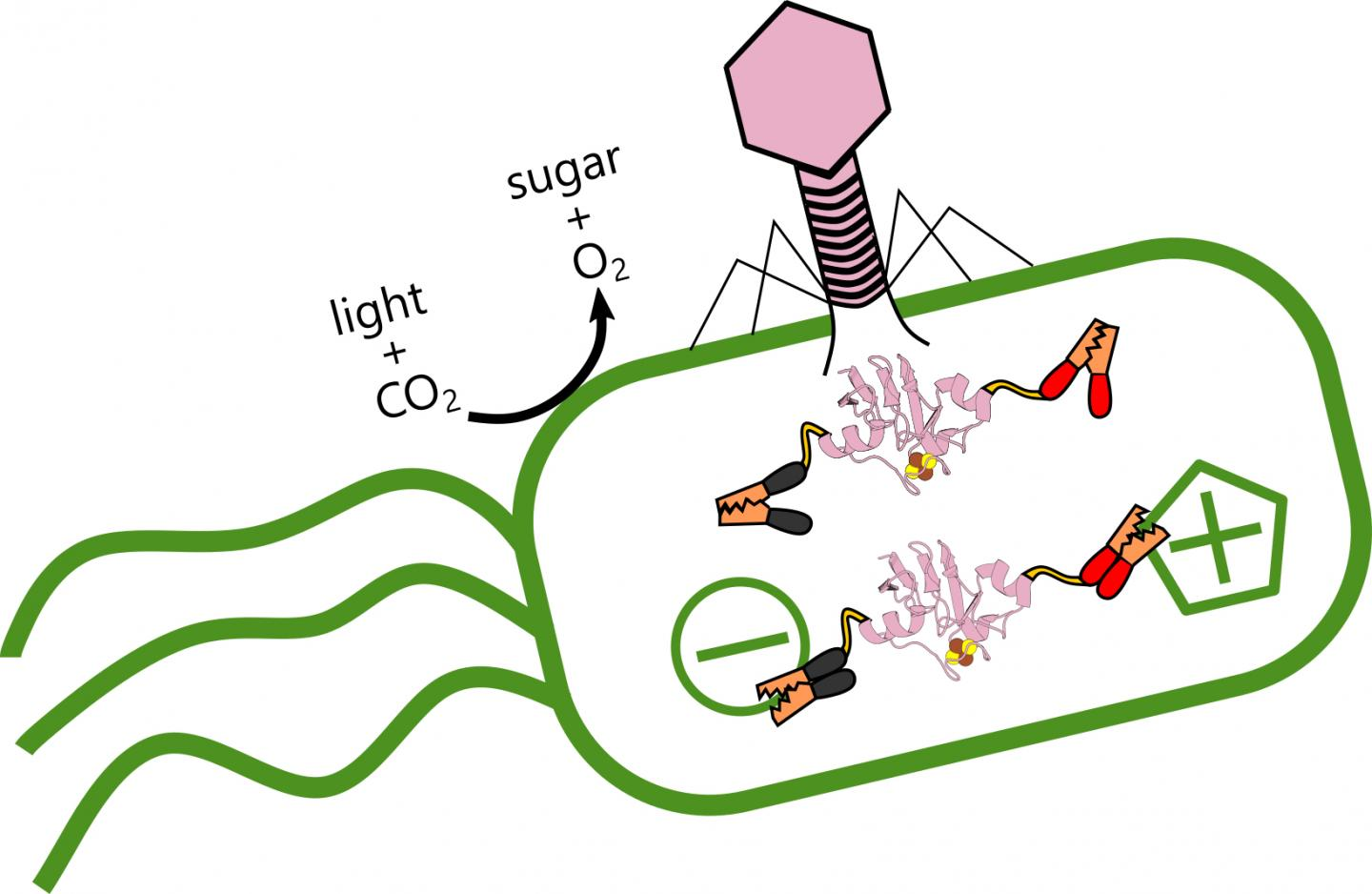
Wenn der Phage P-SSM2 Fd (Myoviridae, Gattung Salacisavirus, rosa) das ubiquitäre Cyanobakterium Prochlorococcus marinus infiziert, produziert er ein Ferredoxin-Protein, das sich in die bestehende elektrische Struktur des Bakteriums einhakt und seinen Stoffwechsel verändert.

### Ökosystem
Marine Cyanobakterien der Gattung Prochlorococcus sind die kleinsten und häufigsten Primärproduzenten der Welt. Cyanophagen mit lytischem Zyklus bringen diese zum Platzen. Andere marine Cyanophagen des Myoviren-Morphotyps oder deren Abspaltungen (d. h. marine Phagen der informellen Gattung „Cyanomyovirus“) helfen bei der Regulierung der Primärproduktion hauptsächlich durch die Infektion von Synechococcus-Spezies. Cyanophagen der anderen beiden herkömmlichen Phagenfamilien, Podoviridae und Siphoviridae (d. h. der informellen Gattungen „Cyanopodovirus“ und „Cyanostylovirus“), kommen dagegen normalerweise in Süßwasser-Ökosystemen vor. In Küstenbereich der Ozeane kann die Anzahl der Viruspartikel, die Synechococcus-Spezies infizieren, 106 ml−1 (pro Milliliter) und in Sedimenten 105 g−1 (pro Gramm) überschreiten. Schätzungsweise 3 % der Synechococcus-Population werden täglich durch Cyanophagen entfernt. Cyanophagen sind sowohl in der Wassersäule (vertikal) als auch geografisch (horizontal) weit verbreitet. Cyanophagen-Populationen wurden durch Metagenomanalysen in mikrobiellen Matten in der Arktis und in hypersalinen Lagunen nachgewiesen. Sie können Temperaturen von 12–30 °C und einen Salzgehalt von 18–70 ppt aushalten. Die DNA von Cyanophagen ist anfällig für UV-Abbau, kann aber in Wirtszellen durch einen „Photoreaktivierung“ genannten Prozess wiederhergestellt werden. Die Virionen der Cyanophagen können sich wie bei allen Viren nicht unabhängig bewegen und sind für ihren Transport auf Strömungen, Vermischung und ihre Wirtszellen angewiesen. Sie können ihre Wirte nicht aktiv ansteuern und müssen warten, bis sie auf diese treffen. Die höhere Wahrscheinlichkeit einer Kollision könnte erklären, warum Cyanophagen der Myoviren vor allem eine der häufigsten Cyanobakterien-Gattungen, Synechoccocus, infizieren. Hinweise auf ein gemeinsames saisonales Auftreten zwischen den Phagen und Wirten (seasonal co-variation) sowie eine Zunahme der Cyanophagen oberhalb eines Schwellenwerts von 103 bis 104 Synechococcus pro Milliliter könnten auf eine Dynamik nach dem Prinzip „Kill the Winner“ (KTW) hindeuten.

### Biologische und physikalische Auswirkungen
Mitglieder der Gattung Synechococcus tragen ca. 25 % zur photosynthetischen Primärproduktivität im Ozean bei und haben einen signifikanten Bottom-up-Effekt auf höhere trophische Ebenen. Die gelöste organische Materie (en. dissolved organic matter, DOM), die durch die virale Lyse von Cyanophagen freigesetzt wird, kann in den mikrobiellen Kreislauf geschleust werden, wo sie recycelt oder von heterotrophen Bakterien abgestoßen wird, um als nicht verwertbares Material (en. recalcitrant matter) schließlich im Sediment begraben zu werden. Dies ist ein wichtiger Schritt in der atmosphärischen Kohlenstoffbindung, die als biologische Pumpe (en. biological pump) bezeichnet wird, sowie in der Aufrechterhaltung anderer biogeochemischer Kreisläufe.
Cyanobakterien betreiben sauerstoffhaltige Photosynthese, von der man annimmt, dass sie der Ursprung des atmosphärischen Sauerstoffs vor etwa 2,5 Milliarden Jahren (Ga) ist. Die Population und damit die Rate der Sauerstoffentwicklung kann durch Cyanophagen reguliert werden. Bei bestimmten Arten von Cyanobakterien, die Stickstofffixierung betreiben (wie z. B. Trichodesmium), sind Cyanophagen zudem in der Lage, die Zufuhrrate von bioverfügbarem organischem Stickstoff per Lyse zu erhöhen.
Cyanophagen infizieren auch Cyanobakterien, die (bakterielle) Algenblüten verursachen, und die durch die Produktion von Microcystinen giftig für die Gesundheit von Menschen und anderen Tieren sein können.
Sie können Eutrophierung verursachen, was zu Zonen minimaler Sauerstoffkonzentration führt. Algenblüten verursachen ökologische und wirtschaftliche Probleme und beeinträchtigen in Süßwassersystemen die Qualität des Trinkwassers.
Folgende cyanobakterieleen Verursacher von Algenblüten und können durch Cyanophagen infiziert werden:
- Lyngbya birgei
- Anabaena circinalis, Anabaena flosaquae und
- Microcystis aeruginosa

Unter normalen Bedingungen sind die Cyanophagen in der Lage, schädliche Algenblüten verhindern.
Spitzen in Cyanobakterienpopulationen werden in der Regel durch einen Nährstoffanstieg verursacht, der durch den Abfluss von Düngemitteln, Staub und Abwasser verursacht wird. Indem lytische Cyanophagen die Wirte abtöten, können sie dazu beitragen, das natürliche Gleichgewicht von Ökosystemen wiederherzustellen.
Zusätzlich zur Regulierung der Populationsgröße beeinflussen Cyanophagen wahrscheinlich auch die genetische Zusammensetzung der Gewässer, indem sie anderes Phytoplankton, das normalerweise von Cyanobakterien gehemmt wird, das Wachstum ermöglichen. Die Spezifität, mit der Cyanophagen auf verschiedene Wirte abzielen, beeinflusst auch die Struktur der ökologischen Gemeinschaft. Aufgrund der lysogenen Phase ihres Replikationszyklus können Cyanophagen als mobile genetische Elemente für die genetische Diversifizierung ihrer Wirte durch horizontalen Gentransfer (HGT) fördern. Ob die lytische oder die lysogene Phase in einem bestimmten Gebiet dominiert, hängt, so die Hypothese, von eutrophen bzw. oligotrophen Bedingungen ab. Die Zunahme der Anzahl der Begegnungen zwischen Phage und Wirt steht in direktem Zusammenhang mit einer Zunahme der Infektionsrate, was den Selektionsdruck erhöht und etwa Synechococcus an der Küste resistenter gegen virale Infektionen macht als seine Offshore-Pendants.